# Xemx
Xemx (maltesisch für Sonne) ist eines der populärsten Lieder, wenn nicht gar das populärste Lied, des Inselstaates Malta.

## Inhalt
Xemx ist ein Liebeslied und preist im Zusammenhang mit der Liebe zu einer Person zugleich die Schönheit der Sonne: Xemx wisq sabiha, Lilek inhob. (Die Sonne ist so schön. Ich liebe dich.)

## Versionen
Das Lied wurde von Dominic Grech geschrieben und komponiert. Grech war Mitglied der von der zweitgrößten maltesischen Insel Gozo stammenden Band The Tramps, die außerdem noch aus Joe Cassar, Carmel Portelli und Spiro Sillato bestand und die das Lied 1975 auf Single herausbrachten.
Das Lied wurde nicht nur von einigen maltesischen Künstlern gecovert – wie zum Beispiel dem Tenor Cliff Zammit Stevens, der zu der im Duett mit der Sängerin Ira Losco aufgenommenen Version auch ein Musikvideo herausbrachte –, sondern auch auf internationaler Ebene. Dazu zählen die TikToker Sam Tsui und Casey Braves ebenso wie André Rieu, der das Lied bei seinem Auftritt in der maltesischen Hauptstadt Valletta spielte.